# Люмьер (кинопремия, Париж)
«Люмьер» (фр. Lumière) — национальная кинопремия Франции. Вручается с 1996 года Ассоциация иностранных журналистов по результатам голосования. «Премия Люмьер» считается одной из самых престижных французских наград в области киноиндустрии и является аналогом американского «Золотого глобуса».

## История
Премия была основана в 1995 года французским кинопродюсером Даниэлем Тоскана дю Плантье и американским журналистом Эдвардом Бером. По их замыслу премия должна была стать французским аналогом американского «Золотого глобуса». Церемонии вручения Премии «Люмьер» всегда происходят за месяц перед вручением французской национальной кинопремии «Сезар».

## Номинации
- Лучший фильм (с 1996).
- Лучшая режиссура (с 1996).
- Лучшая мужская роль (с 1996).
- Лучшая женская роль (с 1996).
- Самый многообещающий актёр (с 2000).
- Самая многообещающая актриса (с 2000).
- Лучший сценарий (с 1996).
- Лучший фильм на французском языке (с 2003).
- Лучшая операторская работа (с 2008).
- Специальный приз (с 2013).
- Почётный приз.
- Лучший дебютный фильм (с 2014).
- Лучший анимационный фильм[англ.] (с 2017)

## Рекорды
По состоянию на 2017 год.
- Фильмы-лауреаты:
  - 4 — «Мустанг» (из 6 или 7 номинаций — по данным портала IMDb фильм завоевал также 5 награду в номинации Prix de la CST de l’Image et du Son), «Жизнь Адель» (из 4 номинаций);
  - 3 — «Насмешка» (н/д), «Воображаемая жизнь ангелов» (н/д), «Амели» (н/д), «Люди и боги» (5), «Любовь» (4), «Она» (4).

- Фильмы-номинанты (с 2007 года):
  - 7 — «Три воспоминания моей юности» (при 2 премиях);
  - 6 — «Мустанг» (4; возможно 7 номинаций, так как по данным портала IMDb фильм завоевал также 5 награду в номинации Prix de la CST de l’Image et du Son), «Двойная жизнь Камиллы» (2), «Набережная Орсе» (1);
  - 5 — «Не говори никому» (2), «Добро пожаловать» (1), «Люди и боги» (3), «Артист» (2), «Палиция» (2), «Ржавчина и кость» (2), «Гранд Централ. Любовь на атомы» (2), «Сен-Лоран. Стиль — это я» (1), «Наше лето» (1).

Примечание: фильм «Мустанг» в рамках номинации на «Самую многообещающую актрису» номинировались, и в итоге выиграли, сразу 5 актрис. Таким образом, условно фильм получил 8 или 9 премий и 10 или 11 номинаций (если учитывать приз Prix de la CST de l’Image et du Son, отмеченный только на портале IMDb).
Несколько человек в рамках той же номинации получили награды также в фильмах «Двойная жизнь Камиллы» (2 премии — условно 4 и 6 номинаций — условно 8) и «Дом терпимости» (1 премия — условно 3 и 4 номинации — условно 6).
Также, на портале IMDb указано, что в фильме «Насмешка» в рамках номинации «Лучший актёр» награду получили 2 человека, хотя в других источниках не отмечено.